# 威廉·里德
威廉·里德（William Reid，1921年12月21日—2001年11月28日），英國皇家空軍軍官、蘇格蘭出身，曾獲授维多利亚十字勋章。這一勳章是為了獎勵英國及英聯邦國家軍人在面對敵人時的勇敢的最高最榮譽的勳章。他是以二戰時期英国皇家空軍轟炸機司令部的一名飛行員身份接受此勳章。
威廉·里德出生於拉納克郡的拜利斯頓，在二戰爆發後申請加入英國皇家空軍。在通過最初的訓練後，他選擇成為一名轟炸機駕駛員，不久就成為一名飛行教官，他最終得到了委派的戰鬥任務。在使他得到十字勳章的那次杜塞尔多夫轟炸之前，他已經進行了好幾次出擊。在最後一次出擊行動中，他被擊落並成為德國的戰俘而度過一段時間。戰後他離開皇家空軍，開始其農業生涯。
2009年11月19日，他的VC勳章以£384,000的價格拍賣。

## 來源
- 《British VCs of World War 2》 (John Laffin, 1997)
- 《Monuments to Courage》 (David Harvey, 1999)
- 《The Register of the Victoria Cross》 (This England, 1997)
- 《Scotland's Forgotten Valour》 (Graham Ross, 1995)

## 外部連結
- 在Find a Grave上的威廉·里德